# Johnny Ellis
Johnny Ellis (sinh ngày 13 tháng 3 năm 1960 - mất ngày 9 tháng 2 năm 2022) là cựu thành viên đảng Dân chủ của Thượng viện Alaska, phục vụ từ năm 1992 đến 2017. Trước đây ông là thành viên của Hạ viện Alaska từ năm 1986 đến năm 1992.
Ông là cư dân của thành phố Anchorage, Alaska từ năm 1975. Thượng nghị sĩ Ellis là một Hướng đạo sinh (Hướng đạo sinh của Mỹ). Sau khi tốt nghiệp Trường Trung học Bartlett (Anchorage, Alaska) vào năm 1978, ông theo học tại Đại học Alaska Anchorage trong một năm, sau đó là 3 năm tại Claremont McKenna College, nơi ông nhận bằng B.A. (với danh dự) năm 1982.
Năm 2016, Ellis đã nói chuyện công khai về các vấn đề sức khỏe của mình, bao gồm các cuộc chiến với bệnh ung thư tuyến tiền liệt và bệnh đa xơ cứng. Ellis cũng công khai một người đồng tính.